# Stützmauer der Herderschule
Die Stützmauer der Herderschule ist ein Bauwerk in Darmstadt.

## Geschichte und Beschreibung
Die Stützmauer der Herderschule wurde im Jahre 1906 aus Bruchsteinen erbaut.
Die an städtebaulich exponierter Stelle, bastionsartige Stützmauer des Schulhofes bildet mit ihrer historistischen Sandsteinbauzier eine baukünstlerisch markante Eckausbildung.
Der Eckpavillon auf der Stützmauer erinnert an Ecktürme von Gründerzeitgebäuden.
Der Eckpavillon aus rotem Sandstein besitzt ein schiefergedecktes Dach.
Die soliden, handwerklichen schmiedeeisernen Zaungitter und das Rankgerüst sind unversehrt erhalten geblieben.

## Denkmalschutz
Die Stützmauer der Herderschule bildet einen markanten städtebaulichen Akzent und ist ein typisches Beispiel für die Architektur der 1900er-Jahre in Darmstadt-Bessungen.
Aus architektonischen und stadtgeschichtlichen Gründen ist die Stützmauer ein Kulturdenkmal.